# Michael Bloomfield (ruimtevaarder)
Michael John Bloomfield (Flint, 16 maart 1959) is een Amerikaans voormalig ruimtevaarder. Bloomfield’s eerste ruimtevlucht was STS-86 met de spaceshuttle Atlantis en vond plaats op 26 september 1997. Tijdens de missie werd er naar het Russische ruimtestation Mir gevlogen. 
Bloomfield maakte deel uit van NASA Astronautengroep 15. Deze groep van 19 ruimtevaarders begon hun training in 1994 en had als bijnaam The Flying Escargot.
In totaal heeft Bloomfield drie ruimtevluchten op zijn naam staan. In 2007 verliet hij NASA en ging hij als astronaut met pensioen. 